# Centri per l'immigrazione in Italia

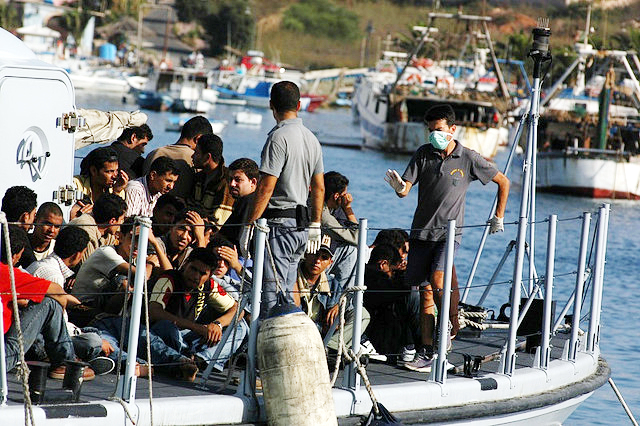
L'arrivo di alcuni migranti a Lampedusa, in Sicilia.

I centri per l'immigrazione offrono accoglienza ai cittadini stranieri arrivati irregolarmente in Italia in vista della loro identificazione, con conseguente accoglimento di richiesta di asilo oppure espulsione.
I centri, gestiti dalla Direzione centrale dei servizi civili per l'immigrazione e dell'asilo del Ministero dell'interno, sono di quattro tipi: Centri di Primo Soccorso e Accoglienza (CPSA), Centri di Accoglienza (CDA), Centri di Accoglienza per Richiedenti Asilo (CARA), Centri di Identificazione ed Espulsione (CIE).

## Centri di Primo Soccorso e Accoglienza (CPSA)
I CPSA accolgono gli stranieri al loro arrivo nel paese, e danno loro assistenza medica. Sul luogo si procede alla prima identificazione e gli ospiti possono chiedere la protezione internazionale. A seconda delle loro condizioni sono avviati a strutture di altro tipo.
I CPSA sono quattro e si trovano a Lampedusa, Monastir, Otranto e Pozzallo.

## Centri di Accoglienza (CDA) e per Richiedenti Asilo (CARA)

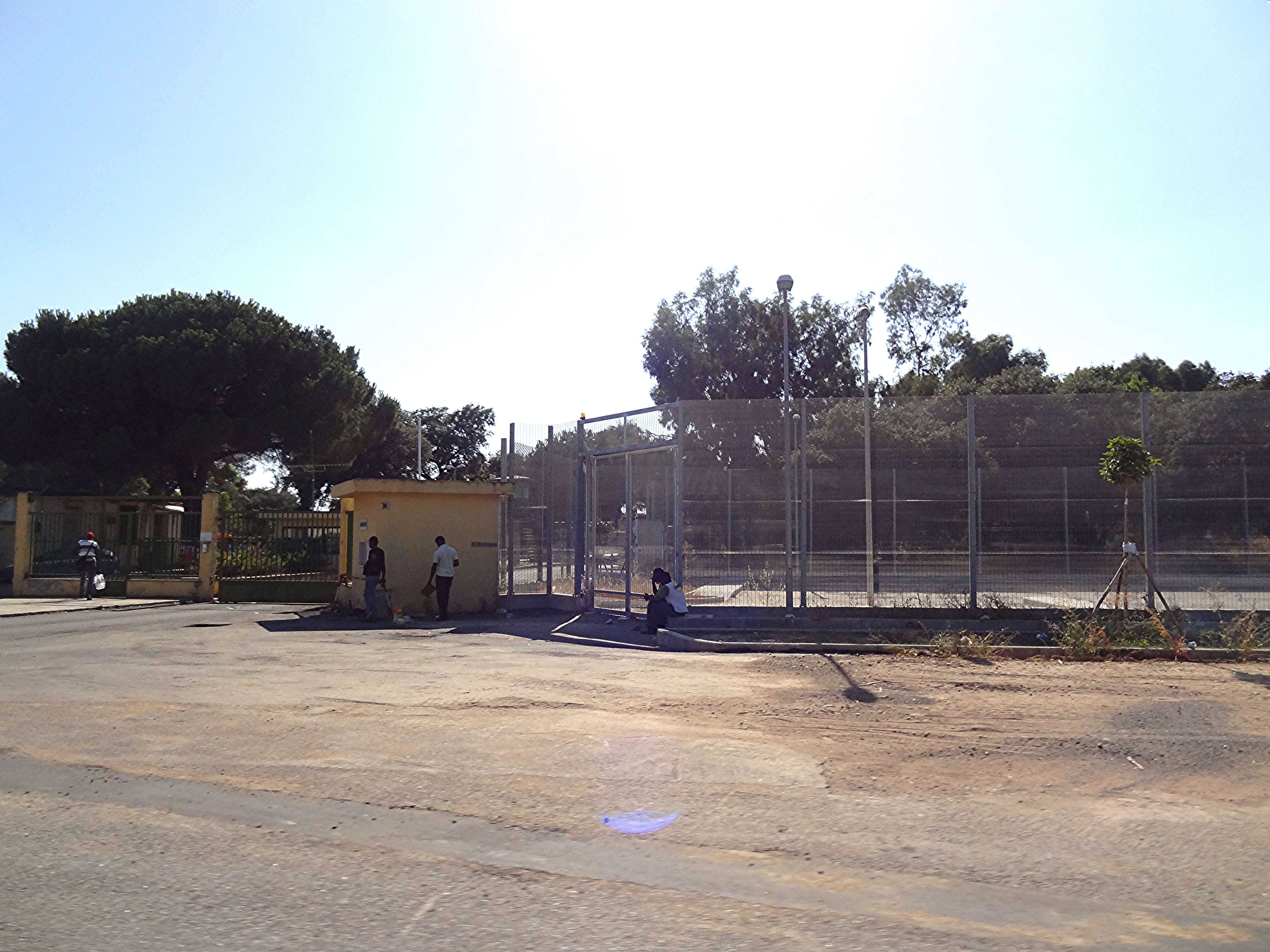
Ingresso del CARA di Isola di Capo Rizzuto (KR).

I CDA offrono ospitalità allo straniero che arriva in Italia in attesa di essere identificato, affinché si accerti la possibilità della sua permanenza. Chi richiede la protezione internazionale ha come destinazione dei centri specifici, i Centri di accoglienza per richiedenti asilo (CARA), dove vengono avviate le procedure per l'asilo.
I centri di questo tipo sono quattordici e sono nei comuni di Gradisca d'Isonzo, Arcevia, Castelnuovo di Porto, Manfredonia (Borgo Mezzanone), Bari (Palese), Brindisi (Restinco, Don Tonino Bello), Crotone (Località Sant'Anna, Isola di Capo Rizzuto), Mineo, Pozzallo, Caltanissetta (Contrada Pian del Lago), Lampedusa, Trapani (Salina Grande), Monastir.

## Centri di permanenza per i rimpatri (CPR) ai sensi del Decreto-Legge convertito con modificazioni dalla L. 13 aprile 2017, n. 46 (in G.U. 18/04/2017, n. 90).
Nel caso in cui un cittadino straniero sia arrivato irregolarmente in Italia, privo dei requisiti utili per l'ottenimento della protezione internazionale, la persona è trattenuta nei Centri di permanenza per i rimpatri (CPR). Lo straniero può restare per un massimo di 18 mesi all'interno della struttura, prima di essere espulso e rimpatriato.
I CPR sono nove e si trovano nelle città di Torino, Roma, Brindisi, Palazzo San Gervasio, Bari, Trapani, Caltanissetta, Macomer, Gradisca d'Isonzo.
Nel settembre del 2023 il Ministro dell'Interno Piantedosi ha proposta una intensificazione dei CPR e della disciplina della immigrazione per fare fronti agli sbarchi straordinari.